# Kielflosse (Luftfahrt)
Bei einem Flugzeug bezeichnete die Kielflosse eine Seitenleitwerksform, bei der das Seitenleitwerk schon weit vorne auf dem Rumpf ansetzt, zunächst recht flach nach hinten verläuft, um dann geschwungen in das eigentliche Seitenleitwerk überzugehen. Der Begriff wird heute kaum noch verwendet, er ist in Literatur etwa zwischen 1915 und 1930 zu finden. Heute bezeichnet man die Kielflosse als Falschkiel.

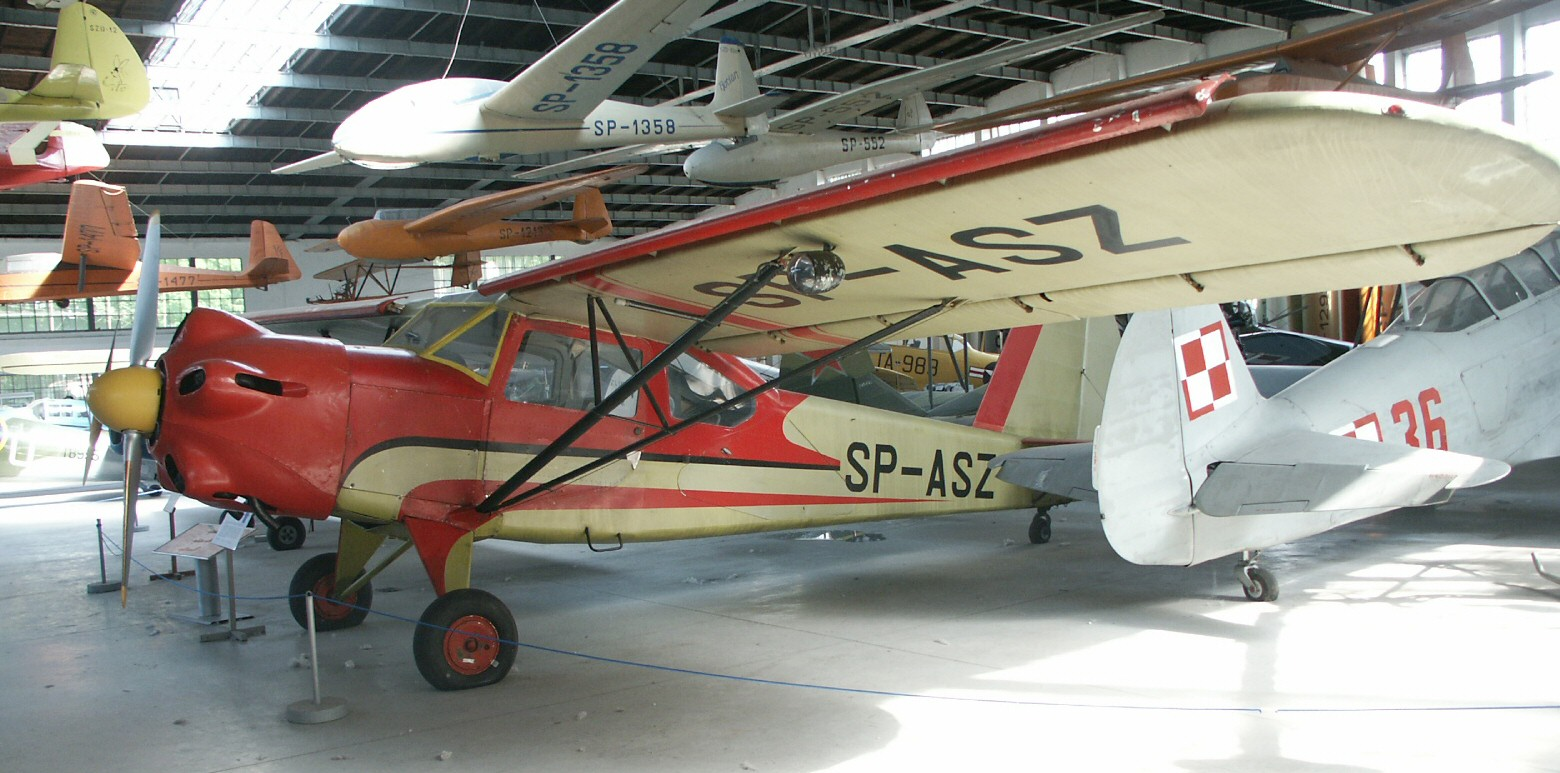
Jak-12, Seitenleitwerk ohne Kielflosse
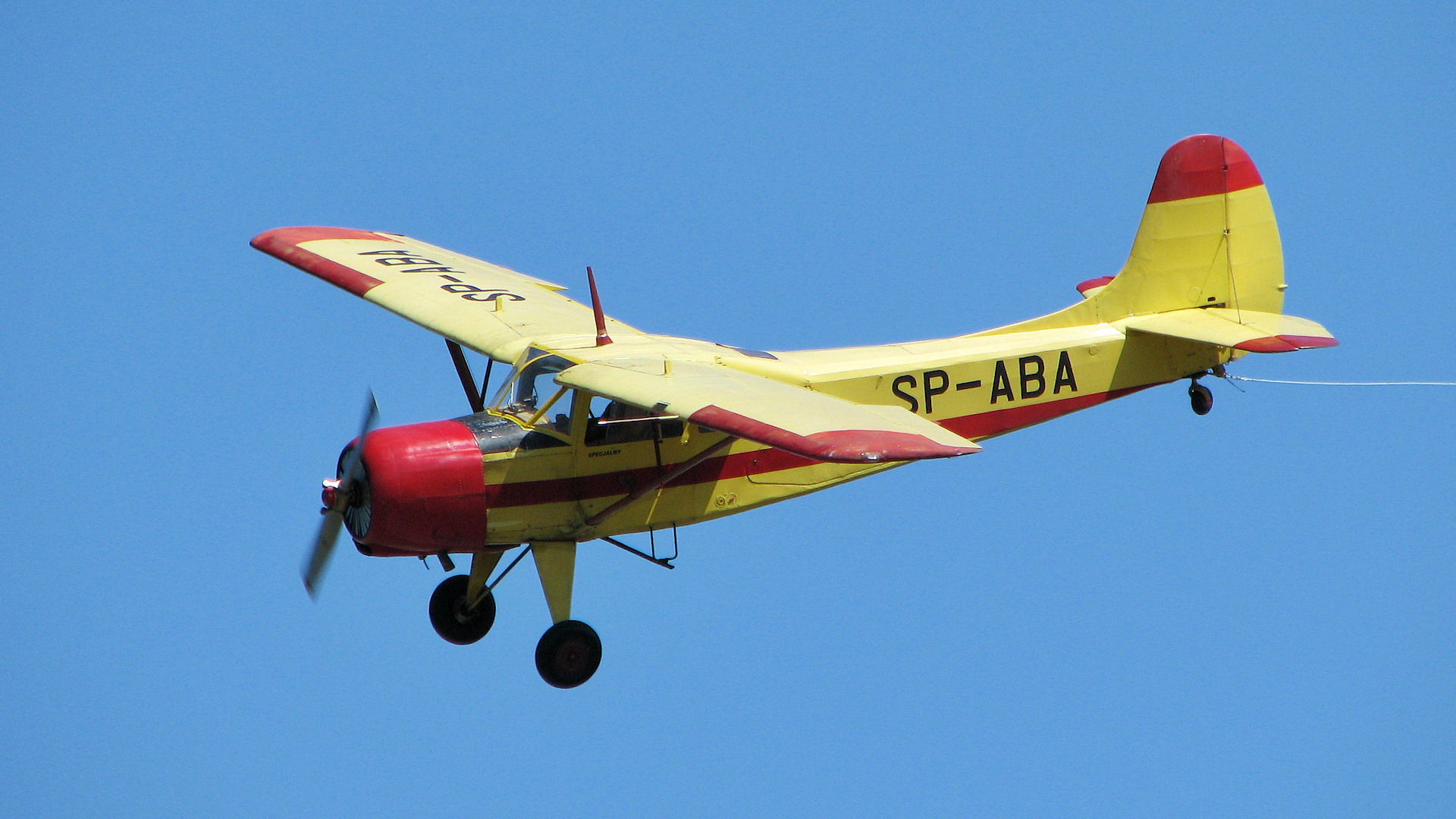
Jak-12M, Seitenleitwerk in Kielflossen-Form
Die zweite P-51 von vorne besitzt ein Seitenleitwerk mit Dorsal fin, während die restlichen etwas älteren Ausführungen diese nicht aufweisen.